# بوريس ألفارو
بوريس ألفارو (بالإسبانية: Boris Alfaro) (29 أكتوبر 1988 في بنما - ) هو لاعب كرة قدم بنمي في مركز الهجوم. شارك مع منتخب بنما لكرة القدم. أما مع النوادي، فقد لعب مع ذي سترونغيست ونادي زامورا ونادي شريف تيراسبول وUniversitario de Sucre ‏ وSan Francisco F.C. ‏ وClub Deportivo Universidad de San Martín de Porres ‏.

## وصلات خارجية
- بوريس ألفارو على موقع قاعدة بيانات كرة القدم.إي يو (الإنجليزية)
- بوريس ألفارو على موقع ناشيونال فوتبول تيمز (الإنجليزية)
- بوريس ألفارو على موقع Soccerway.com (الإنجليزية)